# Tillandsia monadelpha
Tillandsia monadelpha är en gräsväxtart som först beskrevs av Charles Jacques Édouard Morren, och fick sitt nu gällande namn av John Gilbert Baker. Tillandsia monadelpha ingår i släktet Tillandsia och familjen Bromeliaceae. Inga underarter finns listade i Catalogue of Life.